# Xã Greenvale, Quận Dakota, Minnesota
Xã Greenvale (tiếng Anh: Greenvale Township) là một xã thuộc quận Dakota, tiểu bang Minnesota, Hoa Kỳ. Năm 2010, dân số của xã này là 803 người.